# Félix Cárdenas Aguilar
Félix Cárdenas Aguilar (Eucaliptus, Bolivia; 27 de mayo de 1955) es un abogado, político e intelectual aymara boliviano. Licenciado en Ciencias Jurídicas es un académico e investigador en constitucionalismo destacado por la defensa de los derechos de los pueblos indígenas. Desde 2009 es viceministro de Descolonización y Despatriarcalización del Ministerio de Culturas del gobierno de Bolivia liderado por Evo Morales.

## Trayectoria
Félix Cárdenas nació el 27 de mayo de 1955 en la localidad de Eucaliptus, Provincia de Tomas Barrón del Departamento de Oruro, desde muy joven estuvo involucrado en organizaciones sindicales a través de la educación popular. Su formación ideológica le permitió ocupar cargos en dirigencia sindical de la FTSUCO a nivel departamental y posteriormente en la CSUTCB a nivel nacional. 
Fue detenido, confinado y torturado varias veces por su postura crítica a los regímenes militares y neoliberales. La primera vez a los 15 años por hacer una pintada con las siglas ELN.
En 1993 fue candidato a la presidencia de Bolivia por Eje Pachakuti
De 1998 a 2000 fue Concejero Departamental de Oruro y trabajó como Director y Coordinador de Organizaciones de Educación Popular ABC-CEPAA.
De 2006 a 2008 formó parte de la Asamblea Constituyente en la que fue presidente de la Comisión Visión País Nº 1. En ella se logró consolidar la descolonización como una función esencial del Estado Plurinacional frente a las posiciones de la derecha tradicional. Como respuesta de ello fue víctima de persecución y casi quemado vivo tras la aprobación de la Nueva Constitución Política del Estado en el Liceo de la Glorieta de la ciudad de Sucre.
En 2009 fue nombrado titular del Viceministerio de Descolonización, dependiente del Ministerio de Culturas, creado mediante el Decreto Supremo 29894. Félix Cárdenas Aguilar fue designado titular de esa institución.
Desde 2011, preside el Comité Nacional contra el Racismo y todas las formas de discriminación.

## Descolonización y despatriarcalización
Bolivia, defiende, no es una sola nación, un solo idioma y una sola religión sino 36 culturas, idiomas y formas de ver el mundo, junto a 36 formas de "darse respuesta sobre ese mundo". Es la base del Estado Plurinacional Boliviano que quedó reflejado en la Constitución.
Para transitar del Estado Colonial en el que se encontraba Bolivia al Estado Plurinacional que plantea Constitución de 2009 la clave -dice- está en desarrollar un profundo proceso de descolonización. De ahí el artículo 9 sobre Descolonización. Cárdenas considera que el racismo y el patriarcado son los ejes fundamentales del estado colonial.

El racismo, no se trata del desprecio del uno al otro por su origen étnico, ni el color de su cara solamente, se trata de, entender que el estado colonial emana racismo por que la estructuración institucional del estado es racista, por eso disemina racismo como estrategia de estado para desaparecer pueblos indígenas y si no pueden desparecerlo, por lo menos para domesticarlos, cristianizarlos é incorporarlos a la “vida nacional”.

Y el patriarcado, que tampoco es la lucha de la mujer simplemente, es decir, ni feminismo de la igualdad ni feminismo de la diferencia, no se trata de la superación de la mujer en razón del hombre.

El patriarcado tiene su origen en los mitos fundantes, este mito de Adán y Eva por ejemplo, nos dicen que Adán era muy feliz en el paraíso y por culpa de Eva es expulsado del paraíso, desde ese momento la iglesia crea preceptos religiosos en contra de la mujer, y esos preceptos religiosos en contra de la mujer se convierten en conductas cotidianas de la sociedad en contra de la mujer y esas conductas cotidianas de la sociedad se convierten en leyes en contra de la mujer, Ana María DE… DE… señal de propiedad de una mujer a tal hombre… así se construye patriarcado.
Félix Cárdenas Aguilar. Vive un proceso histórico. Alai 2011